# Schlüsselberg (Lindlar)
Die Ortschaft Schlüsselberg ist ein Ortsteil der Gemeinde Lindlar, Oberbergischen Kreis im Regierungsbezirk Köln in Nordrhein-Westfalen.

## Lage und Beschreibung
Schlüsselberg liegt im Norden von Lindlar in einem Seitental der Lindlarer Sülz. Nachbarorte sind Untersteinbach, Hammen, Ohl, Obersülze und Heibach.
Politisch wird der Ort durch den Direktkandidaten des Wahlbezirks 100 Hartegasse-West im Rat der Gemeinde Lindlar vertreten.

## Geschichte
In der Karte Topographische Aufnahme der Rheinlande von 1825 ist die Ortschaft unter der heute gebräuchlichen Bezeichnung „Schlüsselberg“ eingezeichnet. Mehrere Gebäudegrundrisse auf umgrenztem Hofraum werden darauf gezeigt.

## Busverbindungen
Über die in Hartegasse und Ohl gelegenen Bushaltestellen der Linien 332 und 335 (VRS/OVAG) ist eine Anbindung an den öffentlichen Personennahverkehr gegeben.

## Wanderwege
Der vom SGV ausgeschilderte Wanderweg A1 und ein mit dem Wanderzeichen weißer Balken in schwarzem Quadrat markierte Ortswanderweg führen durch den Ort.